# Хар'яста
Хар'яста (рос. Харьяста) — улус Кяхтинського району, Бурятії Росії. Входить до складу Великолузького сільського поселення.
Населення —  18 осіб (2010 рік). 